# Faíza Hayat
Faíza Hayat (Lisboa, 1975) é uma escritora portuguesa.
Filha de mãe portuguesa e pai indiano (de Goa), sua obra é marcada pelo hibridismo cultural resultante das influências europeia e oriental.
Além de escrever contos e crônicas para jornais e revistas, publicou em 2006 o romance O evangelho segundo a serpente.